# Sappho (Grillparzer)

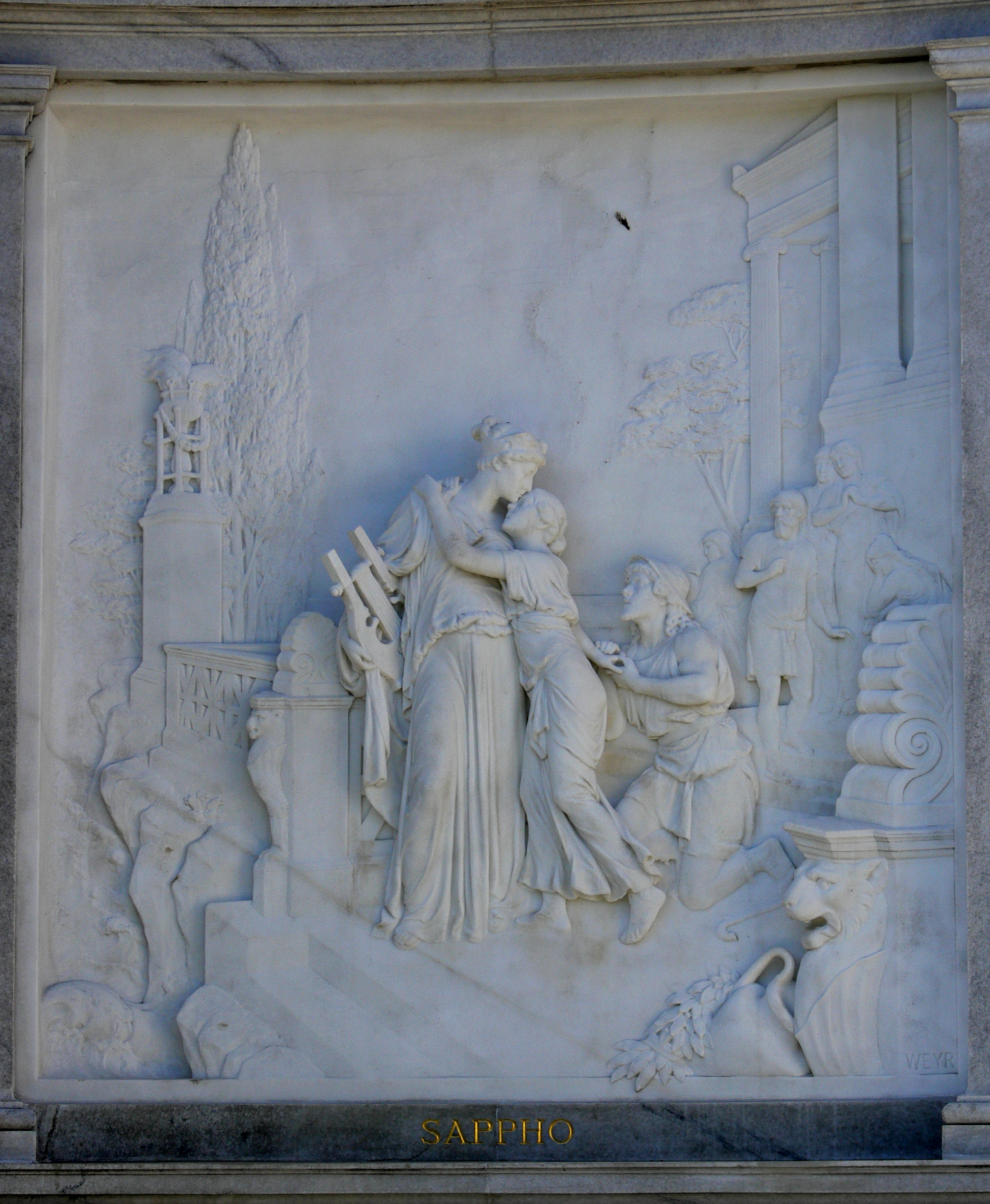
Relief „Sappho“ von Rudolf Weyr am Grillparzerdenkmal im Volksgarten Wien, 1889

Sappho ist ein Drama von Franz Grillparzer aus dem Jahr 1818.
Das Trauerspiel in fünf Aufzügen handelt von der unerwiderten Liebe der antiken Dichterin Sappho zu dem Jüngling Phaon. Es wurde im Burgtheater in Wien 1818 uraufgeführt.

## Handlung
Sappho kehrt von den Olympischen Spielen zurück, bei denen sie für die Rezitation ihrer Gedichte und Gesänge mit dem Siegeskranz ausgezeichnet wurde. Sie wird von ihren Landsleuten auf der Insel Lesbos mit großer Freude, Jubel und Ehrerbietung empfangen. Sappho hat den Jüngling Phaon mitgebracht, den sie dem Volk als ihren Geliebten und gleichberechtigten Herren des Hauses vorstellt. Sie lobt ihn als Mann der Tat, an dessen Seite sie ein einfaches und stilles Leben verbringen will. Zuvor hatten sich der schönen und sagenumwobenen Sappho Könige zu Füßen geworfen, die sie jedoch verschmähte. Phaon, der seit seiner Kindheit Geschichten von Sappho erzählt bekommen hatte und nur zu den Olympischen Spielen fuhr, um sie zu sehen, kann das Glück ihrer Nähe und Großzügigkeit kaum fassen. Als er im Garten auf Sapphos Dienerin Melitta trifft, verliebt er sich in das stille Mädchen und erkennt, dass er nur von Sapphos Ruhm angezogen wurde und seine Verehrung keine Liebe war. Sappho hatte Melitta als Kleinkind auf einem Sklavenmarkt gekauft und sie seitdem wie eine Tochter aufgezogen.
Als sie hinter den Verrat kommt und erkennt, dass echte Gefühle die beiden verbinden, bedroht sie Melitta erst mit einem Dolch und will sie später auf die entfernte Insel Chios schaffen lassen. Phaon vereitelt diesen Plan jedoch, indem er das Boot übernimmt, um mit Melitta von der mächtigen Sappho zu entfliehen. Die Landsleute verfolgen das Boot auf Sapphos Geheiß und bringen das Paar zurück. Melitta bereut ihre Flucht und ihre Untreue, als sie sieht, wie sehr die Trauer und die Verletztheit Sappho verändert haben. Phaon jedoch attackiert sie und beharrt auf seiner Freiheit sich von Sappho abzuwenden, die er als Dichterin schätzt, als Mensch nun aber verachtet. Der Diener Rhamnes beschuldigt Phaon, die von den Göttern gesegnete und einmalig begabte Sappho gebrochen und durch seine Worte und Taten vernichtet zu haben. Als Phaon dies erkennt, bereut er ebenso wie Melitta seine Tat und eilt zu Sappho. Diese hat sich von der Welt bereits abgewendet, wirft alle Symbole ihres weltlichen Erfolges ins Meer und reagiert nicht auf das Paar. Von den Menschen, die sie liebte, enttäuscht, übergibt sie ihr Schicksal den Göttern, als deren Liebling sie galt, und wirft sich, das Paar segnend und ein besseres Leben erwartend, ins Meer.

## Zitate
„Es ist /
Verwelkt der Lorbeer und das Saitenspiel verklungen! /
Es war auf Erden ihre Heimat nicht. /
Sie ist zurückgekehrt zu den Ihren.“ (Rhamnes)
„Du schmückst mich von deinem eignen Reichtum. /
Weh! nähmst du das Geliebte je zurück.“ (Sappho)
„Für das Geliebte leiden ist so süß /
und Hoffnung, und Erinnerung sind ja Rosen /
von einem Stamme mit der Wirklichkeit. /
Nur ohne Dornen ...“ (Sappho)
„Das eben ist der Liebe Zaubermacht, /
dass sie veredel, was ihr Hauch berührt, /
der Sonne ähnlich, deren gold'ner Strahl /
Gewitterwolken selbst in Gold verwandelt.“ (Sappho)

## Rezeption
Die zeitgenössischen Kritiker lobten die Uraufführung, insbesondere den Dichter und die Schauspielerin Wilhelmine Korn in ihrer Darbietung der Melitta.
Bis 1888 erlebte die Sappho 87 Aufführungen am alten Hofburgtheater. Die neun Hauptdarstellerinnen in diesem Zeitraum waren Sophie Schröder (21. April 1818), Auguste Brede (2. September 1820), die großherzoglich-hessische Hofschauspielerin Wilhelmine Vetter (15. Mai 1829), Julie Gley (10. September 1832), Auguste Crelinger (23. April 1835), die königlich-sächsischen Hofschauspielerinnen Marie Bayer-Bürck (24. April 1856) und Lilla von Bulyovsky (16. März 1861), Charlotte Wolter (13. Dezember 1865) und Anna Haverland (21. März 1889).

## Referenz
- Franz Grillparzer: Sappho. Ein Trauerspiel in fünf Aufzügen. Reclam, Stuttgart 1953

### Erstausgabe
- Franz Grillparzer: Sappho. Ein Trauerspiel in fünf Aufzügen. Wallishausser, Wien 1819. (Digitalisat und Volltext im Deutschen Textarchiv)